# Kinosternon creaseri
Kinosternon creaseri là một loài rùa trong họ Kinosternidae. Loài này được Hartweg mô tả khoa học đầu tiên năm 1934.